# Sangam
Sangam (ang. „Confluence”, tłum. „Zlanie się rzek”) – bollywoodzki romans z elementami musicalu, klasyk filmowy z 1964 roku. Raj Kapoor – reżyser, producent i odtwórca głównej roli. Ponadto w filmie grają Vyjayantimala i Rajendra Kumar. Ten pierwszy kolorowy film Raj Kapoora stał się w Indiach hitem. Znany jest też  z wykorzystania w filmie jako tła do miesiąca miodowego bohaterów obrazów Europy – Wenecji, Paryża, Londynu i Szwajcarii. Potem stanie się to tradycją Bollywoodu – nagrywanie piosenek i tańców w „egzotycznej” Europie (szczególnie w Szwajcarii). W tym filmie krzyżują się losy trojga ludzi, przyrównywane do indyjskich rzek Jamuny, Gangesu i niknącej w pustyni Saraswati. Rzeki te łączą się ze sobą w tytułowym miejscu „Sangam”. To opowieść o przyjaźni i miłości, tej nieodwzajemnionej i tej skrywanej, o poświęceniu, o rozminięciu się. Film podkreśla niepodważalną dla tradycji indyjskie wartość małżeństwa. 
Reżyser Dasari Narayana Rao zrealizował wersje tego filmu w językach telugu i kannada pt. Swapna.

## Fabuła
Sundera Khannę (Raj Kapoor) i Gopala Varmę (Rajendra Kumar) od dziecka łączy głęboka przyjaźń. Sunder to sierota, ktoś bez oparcia w rodzinie, bez wykształcenia, bez pozycji społecznej. Otoczony troskliwą miłością matki Gopal  wraca do Indii uzyskawszy w Londynie wykształcenie prawnika. Mimo różnicy w pozycji społecznej dzielą ze sobą wszystko – także miłość do znanej im od dziecka Radhy. Sunder kocha głośno, radośnie, wszystkim wykrzykując swoją miłość. Gopal skrycie, ale ze wzajemnością. Nie wyznając jednak swojej miłości, nic nie wie o uczuciu Radhy. Przekonany, że to Sundera  obdarza ona swą miłością, prosi w jego imieniu rodziców o rękę ukochanej. Rodzice marzący o Gopalu jako zięciu, odmawiają. Nie chcą dla Radhy mężczyzny bez pozycji społecznej. Wstrząśnięty tym Sunder nie daje za wygraną. Ma nadzieję, że wyszkolony na pilota, na wojnie w Kaszmirze będzie miał okazję udowodnić, że jest kimś godnym miłości i małżeństwa z Radhą. Wkrótce jednak  Gopala i Radhę zasmuca wieść o śmierci przyjaciela. Sunder zginął podczas niebezpiecznej akcji przerzucając prowiant dla oblężonych żołnierzy indyjskich. Po jego śmierci Gopal ośmiela się wyznać miłość Radhce. Ze zdumieniem i radością dowiaduje się, że też jest przez nią od dawna kochany. Szczęśliwi planują małżeństwo, gdy nagle okazuje się, że Sunderowi udało się przeżyć katastrofę lotniczą. Stęskniony wraca do dwóch najbliższych mu osób: do ukochanej i przyjaciela…

## Obsada
- Raj Kapoor – porucznik lotnictwa Sunder Khanna
- Rajendra Kumar – prawnik Gopal Verma
- Vyjayanthimala – Radha
- Iftekhar – oficer indyjskiego lotnictwa
- Raj Mehra – sędzia Mehra
- Nana Palsikar – Nathu
- Lalita Pawar – p. Verma
- Achala Sachdev – żona kapitana
- Hari Shivdasani – kapitan

## Piosenki
Piosenki do słów Shailendra i Hasrat Jaipuri śpiewają Mukesh, Mahendra Kapoor, Lata Mangeshkar i  Mohammed Rafi.
- Dost Dost Na Raha lyrics
- Har Dil Jo Pyar Karega lyrics
- Main Kya Karun Raam Mujhe Buddha Mil Gaya lyrics
- Mere Man Ki Ganga lyrics
- O Mehbooba, O Mehbooba lyrics
- O Mere Sanam, O Mere Sanam lyrics
- Yeh Mera Prem Patra Padh Kar lyrics

## Nagrody i nominacje
- Nagroda Filmfare dla Najlepszej Aktorki – Vyjayanthimala
- Nagroda Filmfare dla Najlepszego Reżysera – Raj Kapoor
- Nagroda Filmfare za Najlepszy Montaż – Raj Kapoor
- nominacja do  Nagrody Filmfare dla Najlepszego Aktora – Raj Kapoor
- nominacja do  Nagrody Filmfare dla Najlepszego Aktora Drugoplanowego – Rajendra Kumar